# Nikon 1 V1
La Nikon 1 V1 è una fotocamera mirrorless della serie Nikon 1 con obiettivo intercambiabile, lanciata da Nikon il 21 settembre 2011.
Il successore è il modello Nikon 1 V2 annunciato il 24 ottobre 2012.
L'apparecchio utilizza il sensore CMOS di Aptina, con formato 10,1 MP, CX, dimensioni die 16,9x17,9 mm, che è relativamente simile alle dimensioni del sensore da 1 pollice.